# Senecio gallicus
Senecio gallicus és una planta anual del gènere Senecio i un membre de la família de les asteràcies és també una de les espècies que colonitza en hàbitats aïllats on les condicions ambientals podrien qualificar com difícil - estesa al sud de França i la península Ibèrica en els deserts i matollars xeròfils, en estepes i planes costaneres seques salades. S. gallicus té un paper preponderant en la conformació dels patrons de l'estructura genètica mitjançant la presentació dels models d'associacions històriques entre la població en lloc dels patrons de flux gènic.
S'han recol·lectat individus de Senecio gallicus d'altituds de 15 m i 1.400 m sobre el nivell de la mar. És nativa de la regió paleàrtica (Alboran, Formentera, Illa d'Eivissa, Itàlia, França, Mònaco, Marroc, Portugal, Espanya). S'ha naturalitzat a Israel, Sicília, Bèlgica i Suècia
S. gallicus ha tingut descripció més filogenètica, ja que és una espècie excepcional entre halotips amb una estructura coneguda filogeografia intraespecífica que també és específic de l'espècie. Les comparacions de la variació d'al·lozims i dels cloroplast en aquesta espècie indiquen que persistí en refugis costaners durant els períodes glacials del Plistocè.
L'espècie amenaçada Senecio alboranicus, sovint considerada una subespècie de S. gallicus, és endèmica i en perill crític d'extinció a l'illa d'Alborán per l'UICN. Alborán és un illot de 7,1 hectàrees i el 600 per 265 de l'extrusió volcànic situat a 48 km del port d'Adra, Província d'Almeria, a la costa espanyola i 39 km de la Melilla, a la costa d'Àfrica S. alboranicus és una de les 26 plantes (20 plantes vasculars i 6 líquens) citats que han habitat l'illa, tot i que, no tots al mateix temps.
Típica del tenaç gènere Senecio, l'arbust S. alboranicus colonitza àrees pertorbades i estabilitzada com ho fa en viu, on hi ha una acumulació de cendres volcàniques i sorra carregada de shell, històricament pertorbat per esdeveniments naturals i les activitats humanes. També és típic, aquesta espècie produeix tres generacions de plantes cada any i no és competitiu, la generació intermèdia de les accions de S. alboranicus la seva part de l'illa amb Lavatera mauritanica i Anacyclus alboranensis. Atípica del gènere, aquesta espècie és una halòfila, que creix en sòls amb una alta concentració de sal.
S. alboranicus creix en altituds entre 0 m 15 m. La limitada mida de l'illa i la raresa de l'hàbitat fan de S. alboranicus particularment vulnerable als canvis ambientals. Les condicions climàtiques (quantitat i distribució de pluja, la salinitat del sòl, etc.) i les activitats humanes (quan el far tenia farer) hi ha hagut grans fluctuacions en el nombre de persones cada any. Aquestes fluctuacions afecten no només el nombre de plantes individuals, sinó també la seva mida i el nombre de flors. El declivi d'aquesta espècie podria ser causada per alteracions generades per la presència humana (ocupació militar, ambients artificials, etc.), a més d'esdeveniments com els canvis naturals o amenaces biòtiques (competència, parasitisme, malalties, etc.), les alteracions que probablement no és coincidència descriure moltes de les condicions que es van produir a partir de l'assignació d'aquests anys.
L'illa d'Alborán és una àrea protegida, un parc marí i un important àrea ecològica de la Mediterrània i està especialment protegida per la Convenció de Barcelona. S. alboranicus està inclosa en l'Apèndix I de la Convenció de Berna. Cal un permís del Ministeri de Defensa per visitar S. alboranicus a la seva illa.